# Scleria spiciformis
Scleria spiciformis är en halvgräsart som beskrevs av George Bentham. Scleria spiciformis ingår i släktet Scleria och familjen halvgräs. Inga underarter finns listade i Catalogue of Life.